# 우징
우징(중국어: 吳京, 병음: Wú Jīng, 한자음: 오경, 1974년 4월 3일 ~ )은 중화인민공화국의 배우 겸 영화 감독으로 나서기도 했다. 만주족 출신으로 베이징에서 성장했다.

## 경력
1980년 중화인민공화국 베이징 무술팀 단원

## 출연 작품

### 영화
| 개봉년도 | 제목                      | 역할 이름 | 감독        | 상대배우              | 참고  |
| -------- | ------------------------- | --------- | ----------- | --------------------- | ----- |
| 2000     | 책마소서풍                | 맹성혼    | 팡호청      | 도홍                  |       |
| 2001     | 촉산전                    |           | 서극        | 임희뢰                |       |
| 2002     | 철마류3-취마류            |           | 유가량      | 유가량                |       |
| 2005     | 살파랑                    | 아락      | 엽위신      | 홍금보                |       |
| 2006     | 흑권                      |           | 나수요      | 정중기                |       |
| 2007     | 남아본색                  | 천양생    | 진목승      | 사정봉                |       |
| 2007     | 쌍자신투                  |           | 강도해      | 차이줘옌              |       |
| 2008     | 쿵푸 덩크                 |           | 주연평      |                       | 단역  |
| 2008     | 미이라 3: 황제의 무덤     |           | 롭 코헨     |                       | 자객1 |
| 2008     | 탈수                      |           | 나수요      |                       | 조연  |
| 2008     | 아적최애                  |           | 엽염침      | 방력신, 등려흔        | 조연  |
| 2008     | 랑아                      |           | 우징        | 정산, 후이잉훙        |       |
| 2009     | 기기협                    |           | 유진위      |                       | 조연  |
| 2010     | 전성계비                  |           | 진목승      | 궈푸청                |       |
| 2010     | 서유기: 월광보합          |           | 유진위      |                       | 조연  |
| 2011     | 샤오린: 최후의 결전       | 징넹      | 진목승      | 유덕화, 판빙빙, 성룡  | 조연  |
| 2011     | 개심마법                  |           | 엽위신      | 오존 (1979년), 고천락 | 조연  |
| 2015     | 스페셜포스: 특수부대 전랑 |           | 우징        | 위난                  |       |
| 2015     | 살파랑2: 운명의 시간      | 진지걸    | 정 방오루이 | 장진, 토니 자         |       |
| 2016     | 특수부대 전랑 2           | 렁펑      | 우징        | 프랭크 그릴로         |       |
| 2017     | 공수도                    |           | 문장        | 마윈, 이연걸, 홍금보  |       |
| 2018     | 조종십구대                |           | 궈더강      | 악운붕                |       |
| 2019     | 유랑지구                  |           | 곽범        | 취추샤오              |       |

### 드라마
| 개봉년도  | 제목                 | 역할 | 비고 |
| --------- | -------------------- | ---- | ---- |
| 2003~2019 | 금분세가             |      |      |
| 2003      | 천녀유혼             |      |      |
| 2006~2019 | 무당2                |      |      |
| 2012      | 아시특충병지리인출초 |      |      |

## 수상 내역
- 1992년 중화인민공화국 전국 무술시합 마스터스 대회 사격술, 대련부문 우승
- 1991년 중화인민공화국 전국 무술시합대회 사격술, 대련부문 우승
- 1989년 중화인민공화국 전국 무술시합대회 권술, 창, 칼, 대련부문 우승
- 1987년 중화인민공화국 전국 무술시합대회 권술, 창, 칼 부문 우승
- 1986년 중화인민공화국 전국 무술시합대회 권술, 창, 칼, 부문 우승
- 1984년 중화인민공화국 베이징 무술시합대회 권술부문 우승